# 梅ヶ枝湯
梅ヶ枝湯（うめがえゆ）は、兵庫県高砂市高砂町に立地している風呂屋（銭湯）である。

## 概要
江戸時代の面影を色濃く残す山陽電鉄高砂駅南側の静かな町並みの一角にある1943年開業の古い風呂屋である。玄関側は、レトロではあるがごく一般的な昭和の平均的なのモルタル造りの平凡な建物に見えるが、裏に回れば様相は一変する。建屋は相当に古い木造建築で、増改築を繰り返した跡があり、建物側面と煙突には煉瓦が使われた混構造となっているのがたいへん珍しい。また現在も薪を使って湯を沸かす数少ない銭湯として貴重な存在である。内部には造られて80年ほど経過した木のロッカー、古いベンチなどがみられ時代を感じさせる。夕方近くなると四角いレンガの煙突からは黒煙が立ち上る光景が眺められる。最近では『千と千尋の神隠し』の湯屋を連想させるとして人気を集めている。

## 店舗情報
- 料金：大人450円、中人160円（小学生）、小人60円（乳幼児）（2024年4月現在）
- 営業時間：15時30分から23時
- 定休日：毎週木曜日
- TEL：079-442-0985

## 所在地
兵庫県高砂市高砂町次郎助町1593

## アクセス
山陽電鉄高砂駅から徒歩5分。

## 周辺
高砂駅南側一帯はかつては加古川河口の港町として賑わった町である。一帯は江戸時代初期水路を含め、姫路藩が建設整備した計画都市であり、水路（堀川）を利用し米などを集積した歴史がある。今なお時代をタイムスリップしたかのような佇まいの残る高砂町一帯だが、住居表示には「高砂町」の下にさらに町名が付く。材木町、鍛治屋町、釣船町など一筋ごとに名は変り、江戸時代の賑わいを想起させる。
室町時代の世阿弥作『高砂やこの浦舟に…』で知られ、結婚式などで歌い継がれる謡曲「高砂」ゆかりの高砂神社、船に使った板を組み合わせて作った板壁を持つ「工楽家屋敷」、古刹「十輪寺」、焼きアナゴで有名な下村商店など見所が多く、誇り高き界隈が超然と今なお残る。
この銭湯の西隣のバスの転回所は、廃止された国鉄高砂駅の旧構内である。

## ギャラリー

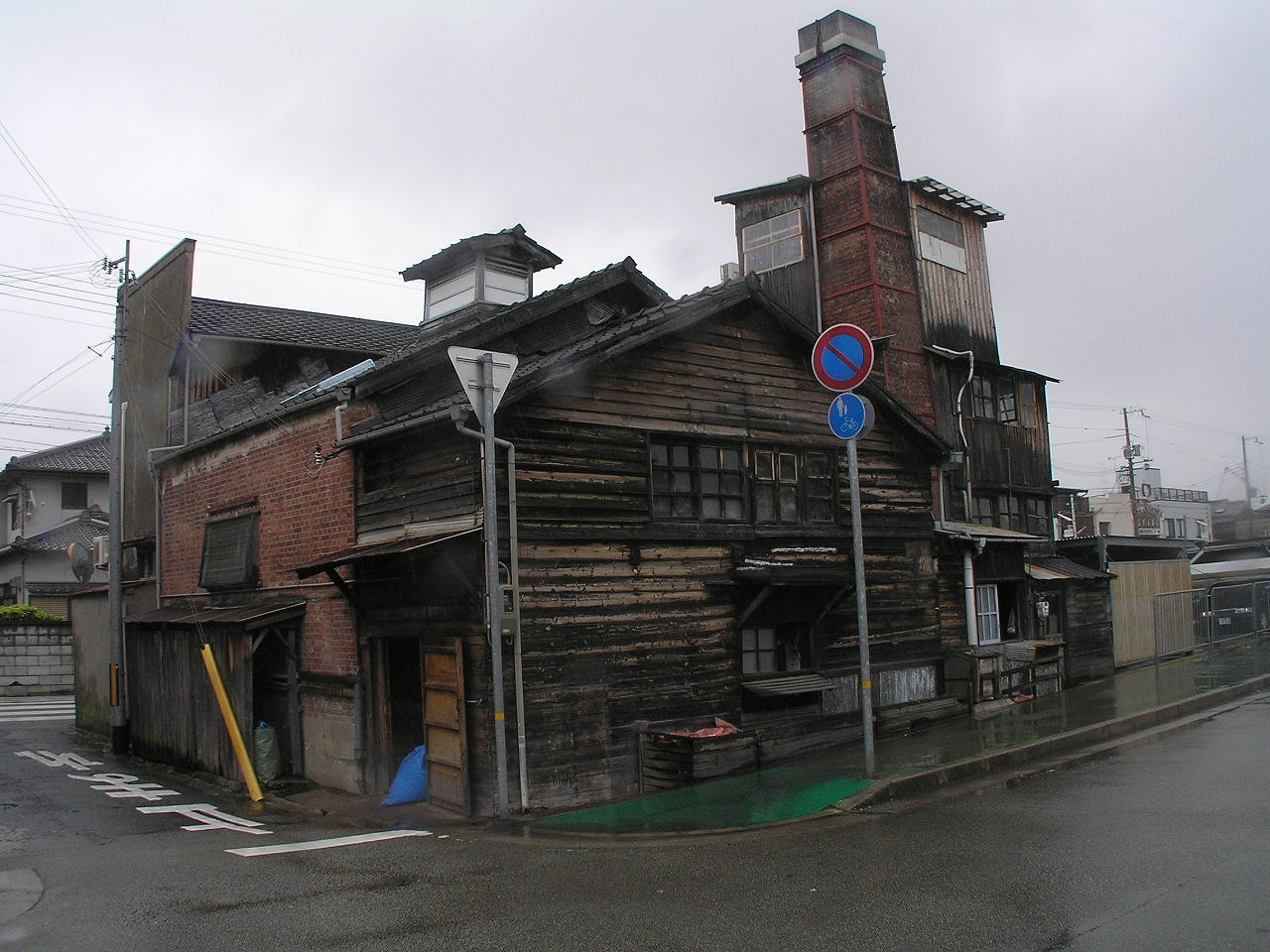
梅ヶ枝湯全景（裏側）
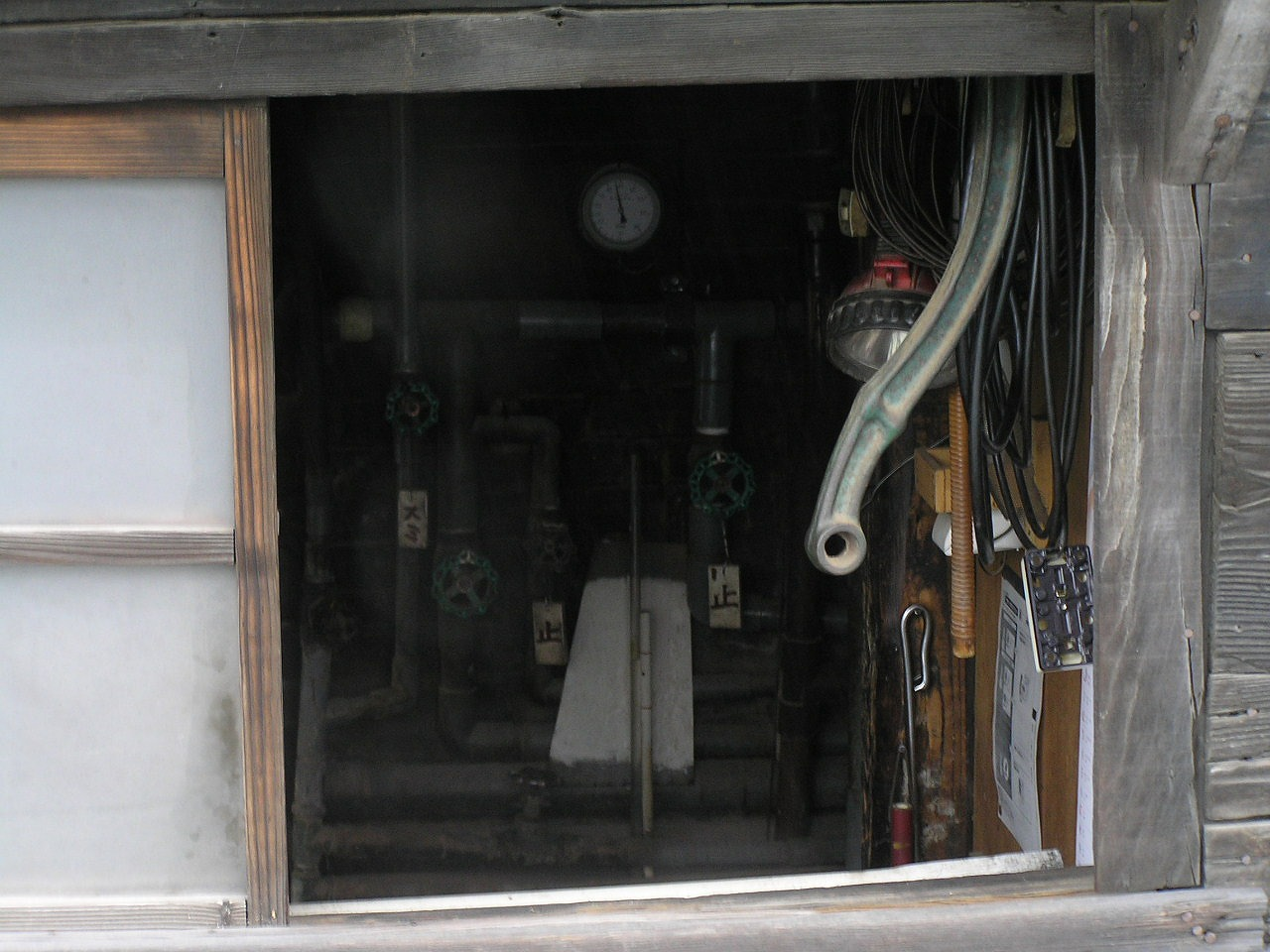
ボイラー室
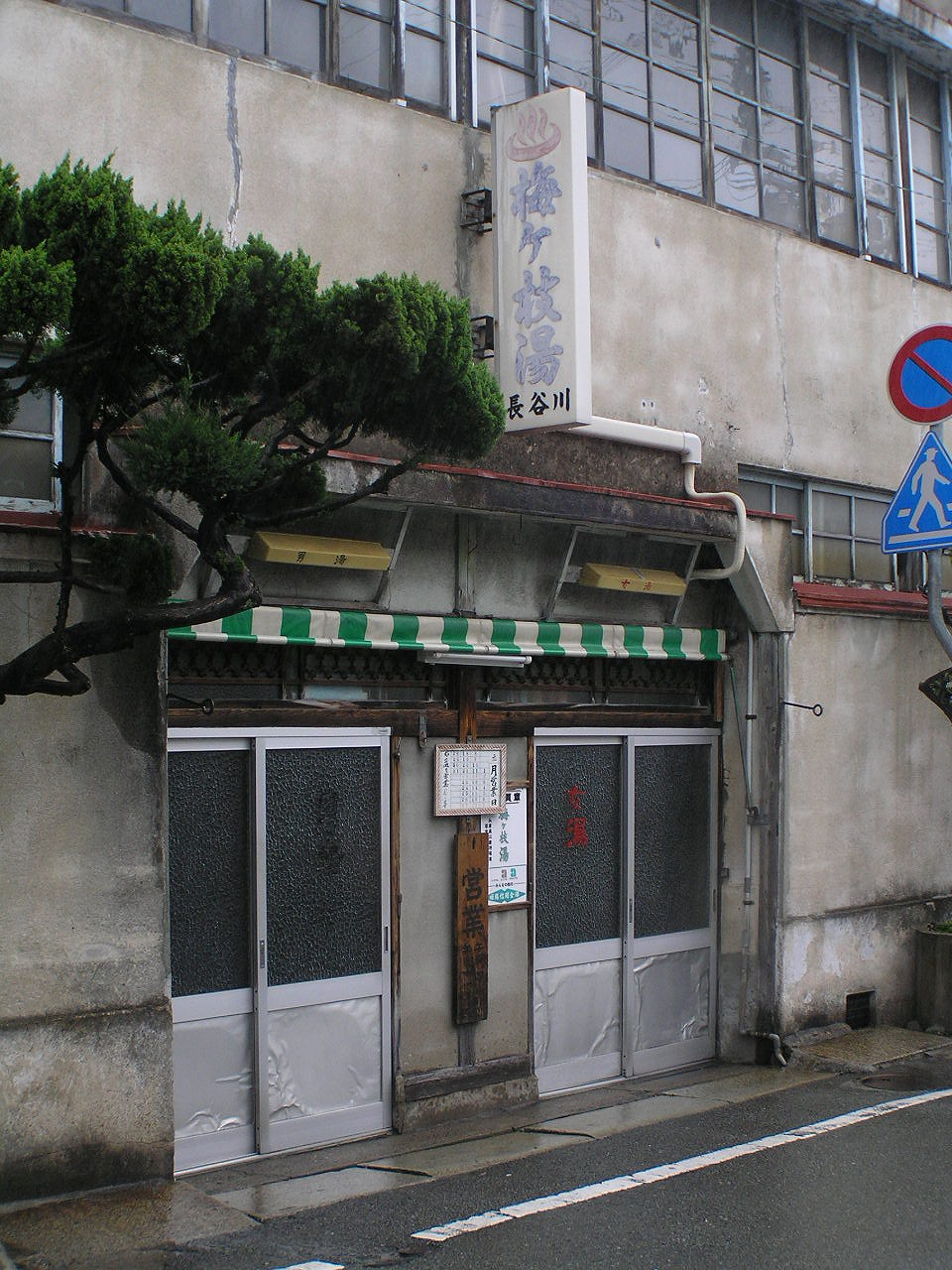
玄関
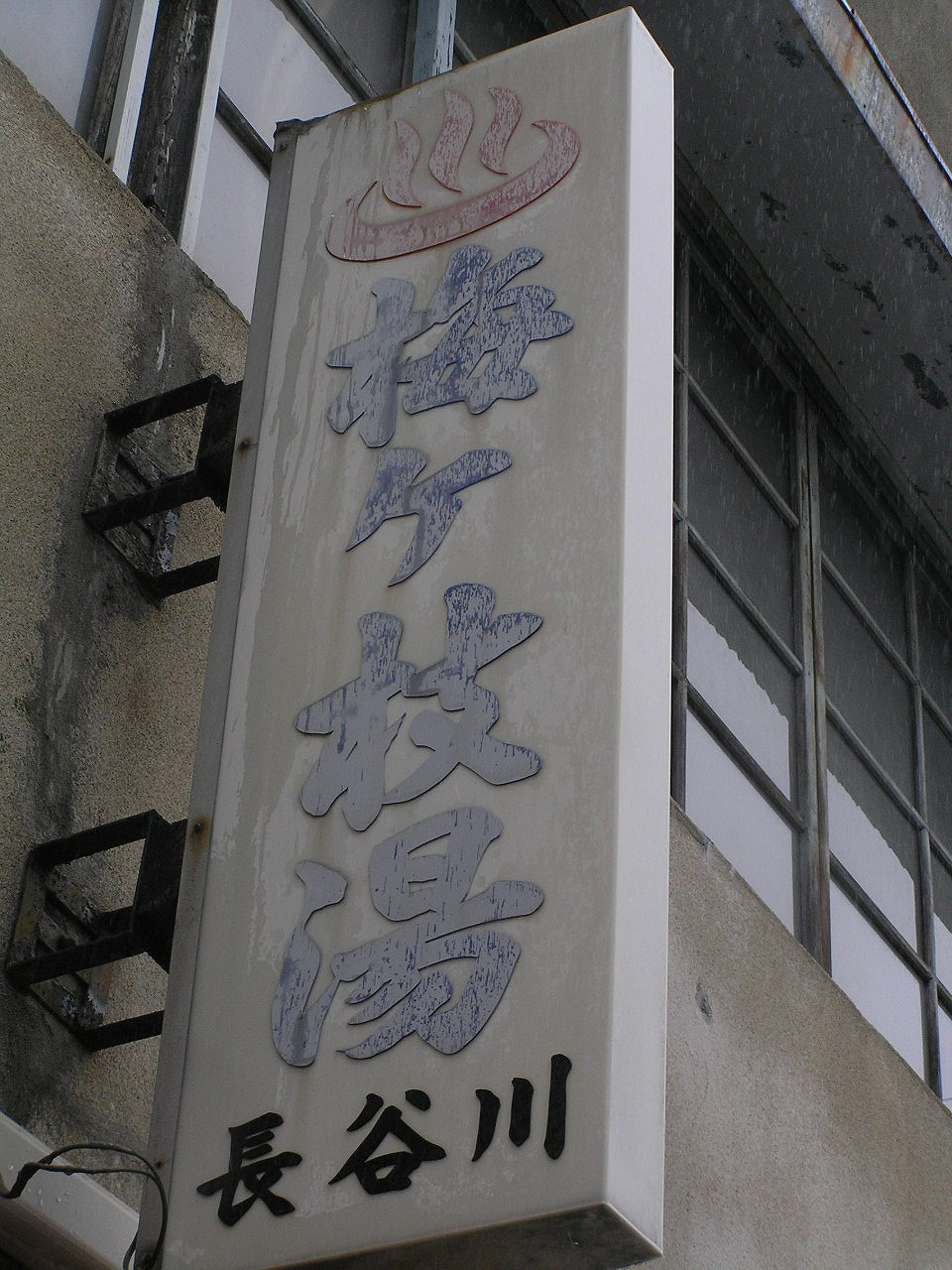
看板
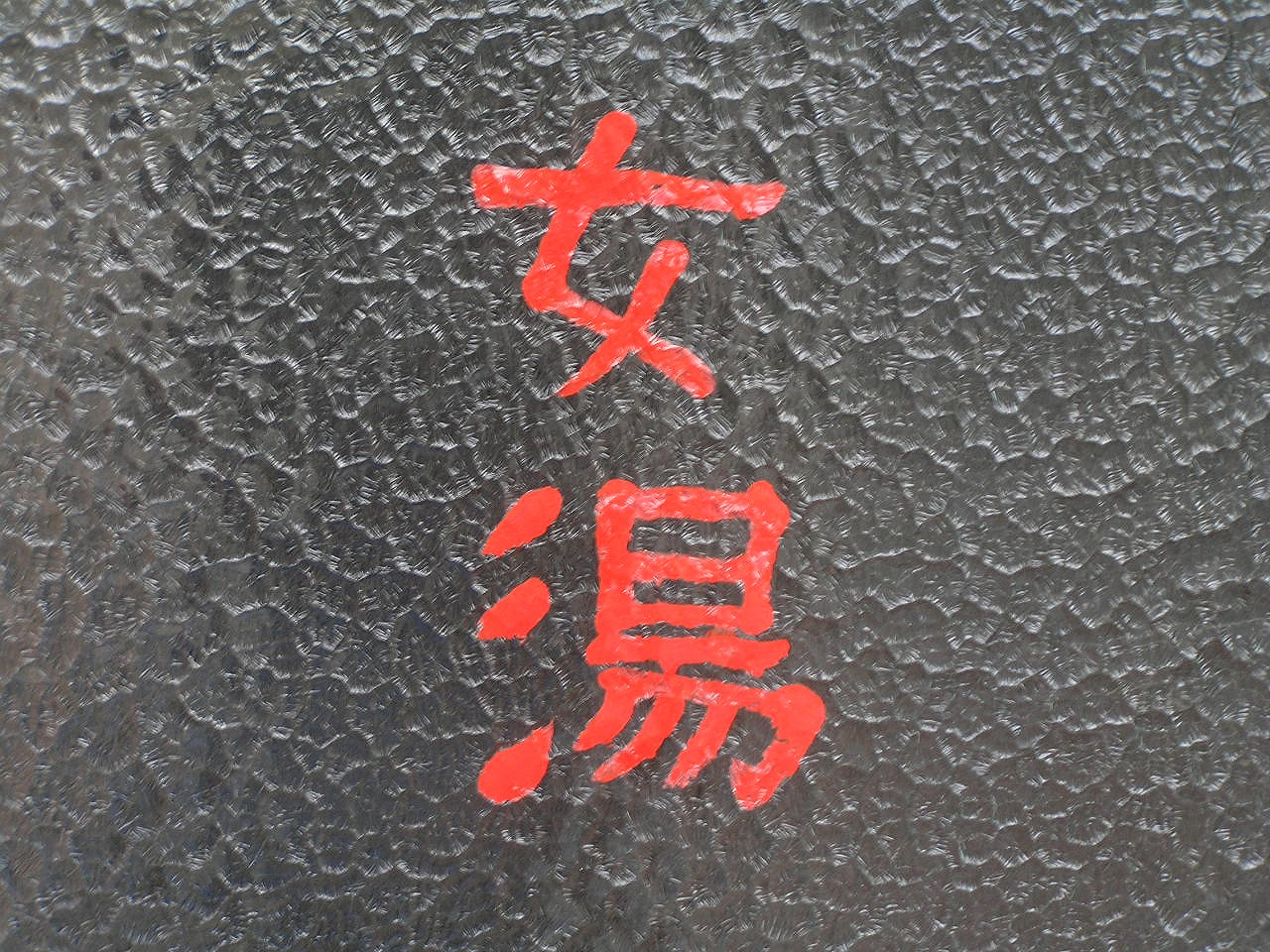
女湯ガラス戸
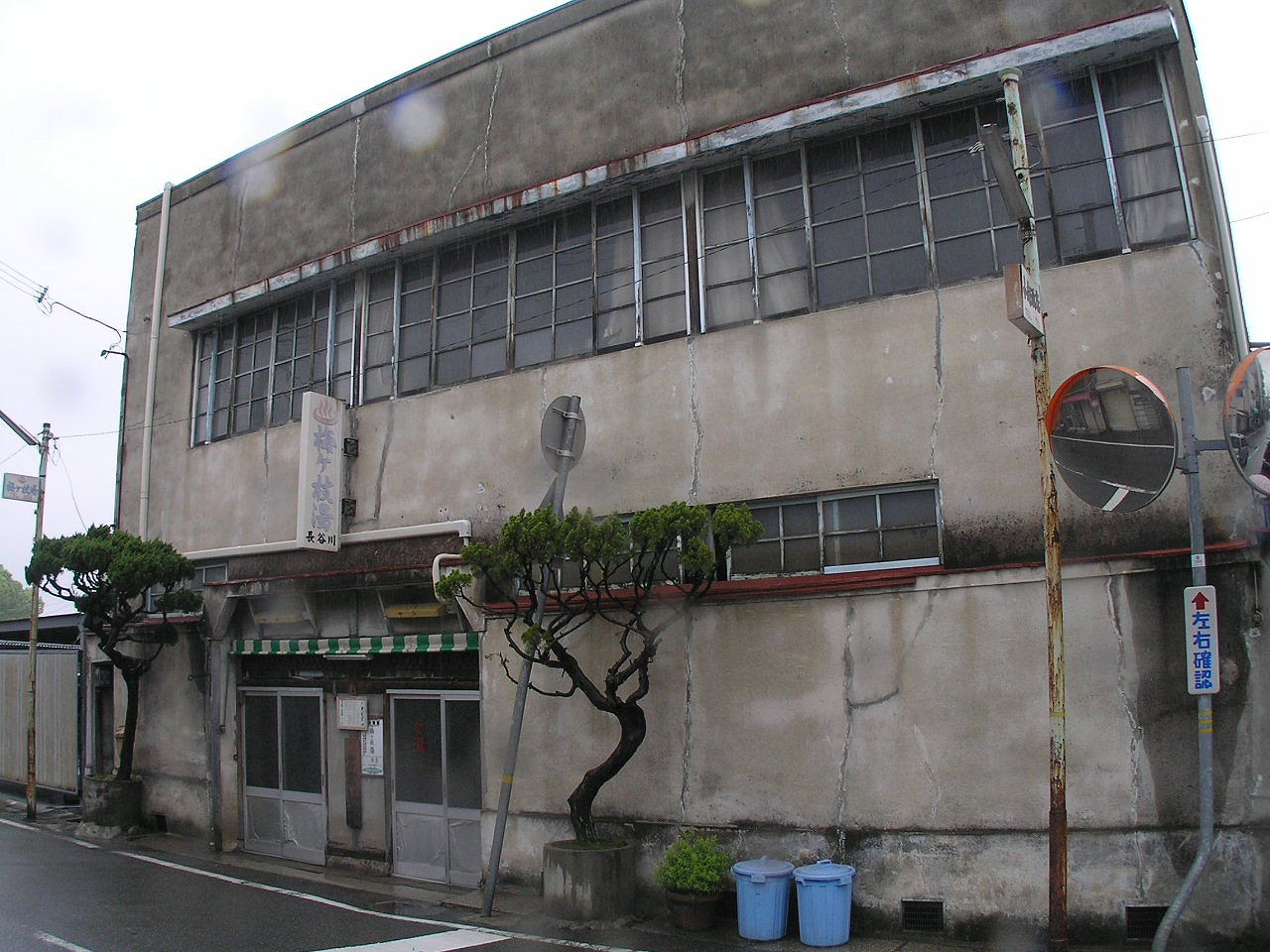
玄関側全景